# تپه دهنه سیزاد
تپه دهنه سیزاد؛ نام تپه‌ای تاریخی مربوط به سدهٔ ۴ تا ۷ قمری است و در شهرستان صالح‌آباد، یک کیلومتری شرق روستای جعفریه واقع شده و این اثر در تاریخ ۱۶ اسفند ۱۳۸۴ با شمارهٔ ثبت ۱۴۳۰۵ به‌عنوان یکی از آثار ملی ایران به ثبت رسیده‌است.